# فيديريكو دل غروسو
فيديريكو دل غروسو (بالإيطالية: Federico Del Grosso)‏ (24 مارس 1983 بجوليانوفا في إيطاليا - ) هو لاعب كرة قدم إيطالي في مركز الدفاع. لعب مع إنتر ميلان ونادي أنكونا ونادي برو باتاريا ونادي ترنانا ونادي كييتي كالسيو الرياضي وGiulianova Calcio ‏.

## وصلات خارجية
- فيديريكو دل غروسو على موقع قاعدة بيانات كرة القدم.إي يو (الإنجليزية)